# Thiruvankulam
Thiruvankulam là một thị trấn thống kê (census town) của quận Ernakulam thuộc bang Kerala, Ấn Độ.

## Nhân khẩu
Theo điều tra dân số năm 2001 của Ấn Độ, Thiruvankulam có dân số 21.713 người. Phái nam chiếm 50% tổng số dân và phái nữ chiếm 50%. Thiruvankulam có tỷ lệ 86% biết đọc biết viết, cao hơn tỷ lệ trung bình toàn quốc là 59,5%: tỷ lệ cho phái nam là 88%, và tỷ lệ cho phái nữ là 84%. Tại Thiruvankulam, 10% dân số nhỏ hơn 6 tuổi.